# Astragalus tidestromii
Astragalus tidestromii är en ärtväxtart som först beskrevs av Per Axel Rydberg, och fick sitt nu gällande namn av Ira Waddell Clokey. Astragalus tidestromii ingår i släktet vedlar, och familjen ärtväxter. Inga underarter finns listade i Catalogue of Life.